# Isabella di Lussemburgo
Isabella di Lussemburgo (1247 – Magonza, 25 settembre 1298) fu marchesa di Namur dal 1264 al 1297 e contessa consorte di Fiandra dal 1264 fino alla sua morte.

## Origine
Isabella era figlia del conte di Lussemburgo, di La Roche e di Arlon, Enrico V e della moglie, Margherita di Bar (1220 - 1275), che era figlia di Enrico II di Bar conte di Bar e di Filippa di Dreux, discendente (pronipote) dal re Luigi VI di Francia, figlia di Roberto II di Dreux e di Yolanda di Coucy.
Enrico V di Lussemburgo era figlio del Duca di Limburgo e Conte di Arlon, Valerano III e della sua seconda moglie, la contessa di Lussemburgo, di La Roche e di Durbuy, Ermesinda, che era figlia del conte di Lussemburgo e di Namur, Enrico IV e della sua seconda moglie, Agnese di Gheldria, figlia di Enrico I, Conte di Gheldria e Agnese di Arnstein.

## Biografia
Nel 1256, suo padre Enrico V, approfittando del fatto che il marchese di Namur, Baldovino II di Costantinopoli, che era anche imperatore latino di Costantinopoli, si trovava in oriente, conquistò il marchesato di Namur, occupando il giorno di Natale, Namur e fu acclamato conte.
Nel 1263, Baldovino II, che aveva perduto Costantinopoli e non riusciva a conquistare Namur, vendette al Conte di Fiandra, Guido di Dampierre la contea di Namur; dopo aver tentato di riconquistare la contea Guido, che nel frattempo era rimasto vedovo della prima moglie, Matilde de Béthune, concluse la pace, che prevedeva il matrimonio di Guido con Isabella, figlia di Enrico V, che avrebbe portato in dote la contea di Namur; il matrimonio venne celebrato nel 1264 e Isabella sposò il Conte di Fiandra, Guido di Dampierre, che era il figlio secondogenito del signore di Dampierre, Guglielmo II e della futura contessa delle Fiandre e contessa di Hainaut, Margherita, che era la figlia secondogenita del Conte delle Fiandre, Conte di Hainaut, ed anche primo imperatore dell'impero latino di Costantinopoli, Baldovino delle Fiandre o di Hainaut e di Maria di Champagne. Solo nel 1264, Enrico cedette il marchesato alla figlia, dopo che era stata sposata da Guido di Dampierre.
Suo padre, Enrico V morì nel 1274, fu inumato nell'abbazia di Clairefontaine, oggi inglobata nel comune di Arlon, dove fu raggiunto, un anno dopo, dalla moglie Margherita di Bar. Secondo altri storici Enrico morì nel 1281, a Magonza.
Gli succedette il figlio primogenito, Enrico, come Enrico VI di Lussemburgo.
Tra il 1282 ed il 1283, si ebbe il problema della successione nel ducato di Limburgo: la duchessa di Limburgo, Ermengarda era morta tra la seconda metà del 1282 e la prima metà del 1283; comunque la duchessa era senz'altro morta il 18 luglio 1283 Rinaldo cita la moglie (Domina Irmengardis) defunta (bone memorie). Ermengarda non aveva lasciato eredi. A Ermengarda succedette il marito, Reginaldo I di Gheldria in cui Rinaldo si definisce, conte di Gheldria e duca di Limburgo, che governava il ducato di Limburgo, col beneplacito del re di Germania, Rodolfo I d'Asburgo, che gli aveva accordato vita natural durante il ducato datato 19 maggio 1282, in cui si concede a Rinaldo di succedere alla moglie, nel caso di un suo prematuro decesso.
Il Limburgo era rivendicato anche dal cugino, Adolfo V di Berg, che non potendo far valere la propria ragione con le armi, vendette i diritti sul ducato al duca di Lorena e del Brabante, Giovanni I, che ora rivendicava il Limburgo.
Suo fratello, Enrico VI, partecipò ad una Lega che appoggiava Reginaldo e prese parte alla guerra per il possesso del Limburgo.
Fu richiesta una mediazione, a cui parteciparono anche il conte di Fiandra, Guido di Dampierre ed il conte di Hainaut, Giovanni I, che, conclusa nel 1287, prevedeva che a Reginaldo (convinto a questo passo da Isabella) sarebbe succeduto Enrico.
La decisione non diede soddisfazione a Giovanni I, che intraprese una vera e propria azione di conquista sul ducato di Limburgo e la guerra si concluse con la battaglia di Worringen (7 luglio 1288), dove Giovanni I sconfisse Reginaldo ed Enrico e i loro alleati; l'ultima fase della guerra è descritta nella Histoire ecclésiastique et civile du duché de Luxembourg et comté dall'assedio al castello di Worringen (Chorweiler), vicino a Colonia, sino alla morte di Enrico e alla cattura di Reginaldo che pose termine alla battaglia ed alla guerra.
Enrico durante la battaglia aveva saputo che il fratello, Valerano era morto ed aveva cercato lo scontro con Giovanni I, venendo ucciso da uno scudiero di Giovanni (anche gli altri due fratelli di Enrico, Baldovino ed Enrico, furono uccisi).
Isabella, nel 1297, cedette il titolo di conte di Namur al figlio Giovanni e morì l'anno seguente, il 25 settembre; fu tumulata nel Monastero di Santa Clara a Poteghem (Audenarde).

## Figli
Isabella a Guido diede figli di entrambi i sessi, per l'esattezza undici, di cui solo otto raggiunsero l'età adulta:
- Giovanni (1267-1330), conte di Namur[35];
- Guido († 1311), conte di Zelanda e Richebourg[35];
- Enrico († 1337), conte di Lodi, sposo di Marguerite de Clèves, da cui ebbe Enrico II di Lodi[35];
- Margherita († 1331) sposa prima di Alessandro di Scozia, († 1284), principe di Scozia, figlio di Alessandro III di Scozia, dopo di Rinaldo I di Gheldria († 1327)[35];
- Beatrice († dopo il 1303) sposo di Ugo II di Blois-Châtillon († 1307)[35];
- Giovanna, religiosa a Flines[35];
- Filippa, fidanzata al principe di Galles Edoardo (futuro Edoardo II d'Inghilterra), morta prigioniera a Parigi nel 1304[35];
- Isabella († 1323), sposa di Jean de Fiennes[35].

## Ascendenza
|                          |                   |                            | Genitori                                    |  |  | Nonni |  |  | Bisnonni               |  |  | Trisnonni             |  |
|                          |                   |                            |                                             |  |  |       |  |  | Enrico III di Limburgo |  |  | Enrico II di Limburgo |  |
|                          |                   |                            |                                             |  |  |       |  |  | Enrico III di Limburgo |  |  | Enrico II di Limburgo |  |
|                          |                   | Matilde di Saffenberg      |                                             |  |  |       |  |  | Enrico III di Limburgo |  |  |                       |  |
| Valerano III di Limburgo |                   |                            |                                             |  |  |       |  |  | Enrico III di Limburgo |  |  |                       |  |
|                          |                   | Sofia di Saarbrücken       | Simone I di Saarbrücken                     |  |  |       |  |  |                        |  |  |                       |  |
|                          |                   | Sofia di Saarbrücken       | Simone I di Saarbrücken                     |  |  |       |  |  |                        |  |  |                       |  |
|                          |                   | Sofia di Saarbrücken       | Mechilde                                    |  |  |       |  |  |                        |  |  |                       |  |
| Enrico V di Lussemburgo  |                   | Sofia di Saarbrücken       |                                             |  |  |       |  |  |                        |  |  |                       |  |
|                          |                   | Enrico IV di Lussemburgo   | Goffredo I di Namur                         |  |  |       |  |  |                        |  |  |                       |  |
|                          |                   | Enrico IV di Lussemburgo   | Goffredo I di Namur                         |  |  |       |  |  |                        |  |  |                       |  |
|                          |                   | Enrico IV di Lussemburgo   | Ermesinde di Lussemburgo, contessa di Namur |  |  |       |  |  |                        |  |  |                       |  |
| Ermesinda di Lussemburgo |                   | Enrico IV di Lussemburgo   |                                             |  |  |       |  |  |                        |  |  |                       |  |
|                          |                   | Agnese di Gheldria         | Enrico I di Gheldria                        |  |  |       |  |  |                        |  |  |                       |  |
|                          |                   | Agnese di Gheldria         | Enrico I di Gheldria                        |  |  |       |  |  |                        |  |  |                       |  |
|                          |                   | Agnese di Gheldria         | Agnese d'Arnstein                           |  |  |       |  |  |                        |  |  |                       |  |
| Isabella di Lussemburgo  |                   | Agnese di Gheldria         |                                             |  |  |       |  |  |                        |  |  |                       |  |
|                          | Teobaldo I di Bar | Rinaldo II di Bar          |                                             |  |  |       |  |  |                        |  |  |                       |  |
|                          | Teobaldo I di Bar | Rinaldo II di Bar          |                                             |  |  |       |  |  |                        |  |  |                       |  |
|                          | Teobaldo I di Bar | Agnese di Blois            |                                             |  |  |       |  |  |                        |  |  |                       |  |
| Enrico II di Bar         | Teobaldo I di Bar |                            |                                             |  |  |       |  |  |                        |  |  |                       |  |
|                          |                   | Ermesinda di Bar-sur-Seine | Guido I di Bar-sur-Seine                    |  |  |       |  |  |                        |  |  |                       |  |
|                          |                   | Ermesinda di Bar-sur-Seine | Guido I di Bar-sur-Seine                    |  |  |       |  |  |                        |  |  |                       |  |
|                          |                   | Ermesinda di Bar-sur-Seine | Pétronille de Chacenay                      |  |  |       |  |  |                        |  |  |                       |  |
| Margherita di Bar        |                   | Ermesinda di Bar-sur-Seine |                                             |  |  |       |  |  |                        |  |  |                       |  |
|                          |                   | Roberto II di Dreux        | Roberto I di Dreux                          |  |  |       |  |  |                        |  |  |                       |  |
|                          |                   | Roberto II di Dreux        | Roberto I di Dreux                          |  |  |       |  |  |                        |  |  |                       |  |
|                          |                   | Roberto II di Dreux        | Agnès de Baudemont                          |  |  |       |  |  |                        |  |  |                       |  |
| Philippa di Dreux        |                   | Roberto II di Dreux        |                                             |  |  |       |  |  |                        |  |  |                       |  |
|                          |                   | Yolande de Coucy           | …                                           |  |  |       |  |  |                        |  |  |                       |  |
|                          |                   | Yolande de Coucy           | …                                           |  |  |       |  |  |                        |  |  |                       |  |
|                          |                   | Yolande de Coucy           | …                                           |  |  |       |  |  |                        |  |  |                       |  |
|                          |                   | Yolande de Coucy           |                                             |  |  |       |  |  |                        |  |  |                       |  |

### Letteratura storiografica
- Austin Lane Poole, "L'interregno in Germania", cap. IV, vol. V (Il trionfo del papato e lo sviluppo comunale) della Storia del mondo medievale, 1999, pp. 128–152
- P.J. Blok, "Germania 1273 1313", cap. VIII, vol. VI (Declino dell'impero e del papato e sviluppo degli stati nazionali) della Storia del mondo medievale, 1999, pp. 332–371
- (LA)  Histoire du Limbourg, vol VI: Codex diplomaticus Valkenburgensis.
- (FR)  Histoire du Limbourg, vol IV: Codex diplomaticus Dalemensis.
- (FR)  Histoire ecclésiastique et civile du duché de Luxembourg et comté ..., Volume 5.
- (FR)  Histoire généalogique de la maison royale de Dreux (Paris), Luxembourg.